# نوتر-دام-دو-مونتوبان، کبک
نوتر-دام-دو-مونتوبان (به فرانسوی: Notre-Dame-de-Montauban) شهری در منطقه شهری مکیناک ناحیه موریسی در استان کبک کانادا است. در سرشماری سال ۲۰۱۱ این شهر ۷۸۴ نفر جمعیت داشته‌است و مساحت آن ۱۶۳٫۵۳ کیلومتر مربع است.